# Vlag van Culemborg

Vlag van de gemeente Culemborg

Vlag van de gemeente Culemborg met de kleuren ondersteboven.

De vlag van Culemborg is de gemeentevlag van de Gelderse gemeente Culemborg waarvan onbekend is of deze is vastgesteld en zo ja, op welke datum. De vlag bestaat uit een twee banen van gelijke hoogte in de kleuren geel-rood. 

## Achtergrond
De kleuren zijn afgeleid van het wapen van Culemborg. De vlag van Culemborg heeft twee horizontale banen, geel boven en rood beneden en is daarmee niet te onderscheiden van de vlag van Schagen. Soms wordt de vlag van Culemborg afgebeeld met rood boven, wat logischer is omdat de kleur van de stukken meestal hoger of meer naar de stokzijde wordt geplaatst dan de kleur van het veld. Deze banistieke regel wordt echter niet altijd gehanteerd.

## Verwante afbeelding

Het wapen van Culemborg

Aalten ·
Apeldoorn ·
Arnhem ·
Barneveld ·
Berg en Dal ·
Berkelland ·
Beuningen ·
Bronckhorst ·
Brummen ·
Buren ·
Culemborg ·
Doesburg ·
Doetinchem ·
Druten ·
Duiven ·
Ede ·
Elburg ·
Epe ·
Ermelo ·
Harderwijk ·
Hattem ·
Heerde ·
Heumen ·
Lingewaard ·
Lochem ·
Maasdriel ·
Montferland ·
Neder-Betuwe ·
Nijkerk ·
Nijmegen ·
Nunspeet ·
Oldebroek ·
Oost Gelre ·
Oude IJsselstreek ·
Overbetuwe ·
Putten ·
Renkum ·
Rheden ·
Rozendaal ·
Scherpenzeel ·
Tiel ·
Voorst ·
Wageningen ·
West Betuwe ·
West Maas en Waal ·
Westervoort ·
Wijchen ·
Winterswijk ·
Zaltbommel ·
Zevenaar ·
Zutphen
1. ↑  http://www.flagchart.net/gem-c.htm Vlag volgens flagchart